# Trichomyia californica
Trichomyia californica är en tvåvingeart som beskrevs av Wagner 1980. Trichomyia californica ingår i släktet Trichomyia och familjen fjärilsmyggor.
Artens utbredningsområde är Kalifornien. Inga underarter finns listade i Catalogue of Life.